# Porzecze (rejon dokszycki)
Porzecze (biał. Парэчча; ros. Поречье) – wieś na Białorusi, w obwodzie witebskim, w rejonie dokszyckim, w sielsowiecie Sitce.

## Historia
W czasach zaborów wieś leżała w gminie Pariafianów, w powiecie wilejskim w guberni wileńskiej Imperium Rosyjskiego.
W dwudziestoleciu międzywojennym wieś leżała w Polsce, w województwie wileńskim, w powiecie duniłowickim, od 1926 w powiecie dziśnieńskim, w gminie Parafianów.
Według Powszechnego Spisu Ludności z 1921 roku zamieszkiwało tu 61 osób, 59 było wyznania rzymskokatolickiego a 2 prawosławnego. Jednocześnie 59 mieszkańców zadeklarowało polską a 2 białoruską przynależność narodową. Było tu 8 budynków mieszkalnych. W 1931 w 13 domach zamieszkiwało 78 osób.
Wierni należeli do parafii rzymskokatolickiej w Parafianowie i prawosławnej w m. Sitce Wielkie. Miejscowość podlegała pod Sąd Grodzki w Dokszycach i Okręgowy w Wilnie; właściwy urząd pocztowy mieścił się w Parafianowie.